# Paracynictis selousi
Paracynictis selousi (мангуста Селуса) — ссавець, представник ряду хижаків із родини мангустових. Поширений від Анголи на заході до Малаві на сході. Живе у саванах та лісистих місцевостях (з невеликою щільністю дерев), відсутній у лісах та посушливих районах.

## Етимологія
Вид названий на честь Фредеріка Кортні Селуса (англ. Frederick Courtney Selous, 1851—1917), зімбабвійського дослідника й мисливця. Був мисливцем протягом 30 років, але також зібрав багато зразків природної історії. Селус вперше прибув до Південної Африки в 1871 році. Він опублікував безліч книг про свої подорожі та полювання.

## Морфологія
Морфометрія. Довжина голови й тіла: 390—470 мм, довжина хвоста: 280—400 мм, вага: 1,4—2,2 кг.
Опис. Верхня частина тіла тьмяно-коричнево-сіра, лапи темні. Смуг і плям на тілі немає. Має тільки чотири пальці на кожній кінцівці. Кігті довгі та злегка зігнуті. Ця особливість пов'язана зі здатністю копати. Paracyniclis selousi може захистити себе шляхом виділення речовини з сильним запахом з його анальних залоз; білий наконечник хвоста, що робить тварин видними вночі, може служити попередженням про таку можливість.

## Поведінка
Проживає в лабіринті нір власної конструкції. Це наземний, нічний вид, але спостерігався на поверхні землі й удень. Був описаний як полохливий і самітницький. Живиться комахами та іншими членистоногими, жабами, ящірками, дрібними гризунами. Мабуть, кожна особина будує свою власну систему нір; також цій мангусті властива невелика соціальна активність.

## Відтворення
На основі обмежених даних, припускається, що пологи відбуваються в теплі, вологі місяці, ймовірно, з серпня по березень, і що розмір приплоду два-чотири малюки.

## Загрози та охорона
Серйозних загроз для виду нема. Як відомо, є у кількох природоохоронних територіях.